# Гангубай Хангал
Гангубай Хангал (хинди गंगूबाई हंगल англ. Gangubai Hangal;	5 марта 1913, Хангал, Британская Индия (ныне штат Карнатака, Индия) — 21 июля 2009, Хубли-Дхарвад, Карнатака, Индия) — индийская певица
. Выдающийся исполнитель классической музыки хиндустани.

## Биография
Родилась в семье агронома и певицы карнатической музыки. Получила начальное образование. Вокалом занималась с 13-летнего возраста. В 1928 году, ради того, чтобы Гангубай могла серьёзно заняться музыкой, семья переехала в Хубли-Дхарвад. Изучала классическую музыку хиндустани.
Так как, семья занимала низкий социальный статус, для женщин её поколения пение считалось неприемлемым занятием. Г. Хангал боролась с этим предубеждением и сделала карьеру. Она выступала по всей Индии и на большинстве индийских радиостанций до 1945 года. Изначально исполняла песни лёгких классических жанров, таких как бхаджан и тумри, позже сосредоточилась на хьяле. Со временем стала выдающимся исполнителем классической музыки хиндустани.
Г. Хангал была почётным профессором музыки Университета Карнатаки. Последний концерт дала в марте 2006 года по случаю 75-летия своей карьеры.
В 2003 году победила рак костного мозга и умерла от инфаркта миокарда в возрасте 96 лет.

## Награды
- Падма Бхушан (1971)
- Падма вибхушан (2002)
- Премия государственной академии музыки, танца и драмы Сангит Натак (1973)